# Humberto Regalado Hernández
Humberto Regalado Hernández (Santa Rosa de Copán, 28 de mayo de 1936 - Omoa, 20 de febrero de 2016) fue un militar hondureño con el rango de General de Brigada. Veterano de la Guerra del Fútbol de 1969, nombrado Comandante en Jefe de las Fuerzas Armadas de Honduras durante la presidencia del ingeniero José Azcona del Hoyo (1986-1989).

## Vida
Nació en Santa Rosa de Copán, el 28 de mayo de 1936, siendo hijo de Ismael Regalado y Olivia Hernández. Estuvo casado dos veces, la primera esposa fue la profesora Ana Flora Ordóñez Padilla con quien procreó dos hijas: Tania Isabel y Olivia Janeth Regalado Ordóñez. En segundas nupcias estuvo casado con Evelyn Weizenblut con la que procreó cinco hijos, entre ellos el exministro de Agricultura, Ganadería, Industria y Comercio, durante el gobierno de Porfirio Lobo Sosa, Jacobo, Kevin, Gerda y Johana Regalado Weizenblut. Regalado Hernández era hermano de Marco Tulio Regalado Hernández y hermano de padre del coronel Rigoberto Regalado Lara.

## Carrera militar
Ingreso a la Escuela Naval Hondureña, seguidamente egreso del curso de experto en Tropas Especiales de Operaciones Nocturnas (TESÓN). Obtuvo el grado de subteniente en la entonces Escuela General Francisco Morazán y completó sus estudios en la antigua zona del canal de Panamá, Fort Gullick; después estudió con el Ejército norteamericano armamento y táctica de infantería en Fort Sherman, se trasladó a Taiwán donde estudió Guerra Política en el colegio Fu Hfing Kang.
Siendo Coronel fue nombrado Comandante de la Fuerza Naval de Honduras cargo que ostantaba cuando fue nominado para suceder al Comandante de las Fuerzas Armadas de Honduras.
El 14 de febrero de 1986 fue nombrado por el Congreso Nacional de Honduras como Comandante de las Fuerzas Armadas (FF.AA.) en sustitución del general Walter López Reyes, -que había renunciado al cargo, el 1 de febrero de 1986- Regalado Hernández ganó la votación parlamentaria con 127 votos a favor, los otros candidatos fueron el coronel Amílcar Castillo Suazo y el coronel Roberto Martínez Ávila, Regalado Hernández sería por consiguiente el nuevo jefe castrense.
El 5 de abril de 1988 siguiendo órdenes de autoridades antinarcóticas los Estados Unidos es capturado el hondureño Ramón Matta Ballesteros por suponerlo responsable del delito de Jefe del cartel de la droga en Honduras, Matta Ballesteros fue extraditado hacia los Estados Unidos bajo fuertes medidas de seguridad, violándose así lo mencionado en la Constitución de Honduras de 1982.
Su hermano de padre el coronel Rigoberto Regalado Lara fue arrestado por las autoridades policiales en Miami, Florida, Estados Unidos. por suponerlo responsable de un delito de tráfico.
En fecha 21 de octubre de 1988 el Comandante en Jefe de las Fuerzas Armadas, General de Brigada Humberto Regalado Hernández, inauguró oficialmente las instalaciones del Centro de Adiestramiento Militar del Ejército (CAME) en la aldea del Espinal, el municipio de Juticalpa del departamento de Olancho.
Un 21 de octubre de 1989 es fundado el Hospital Regional Militar General de División Humberto Regalado Hernández adscrito a la Fuerza Ejército en las instalaciones del Primer Batallón de Infantería con domicilio en el Ocotal, departamento de Francisco Morazán, mediante Acuerdo E.M.H, n.º 102.
El 4 de noviembre de 1989 en el Diario Tiempo se publicó una noticia en la cual el COFADEH hace un repudió al ascenso del General Humberto Regalado Hernández a General de División, debido a que oculta a los responsables de los desaparecidos.
En el mismo año 1989, varios agentes de la DEA fueron removidos de sus cargos en Honduras, debido a las fuertes presiones que recibía la Agencia antidroga para no continuar con las investigaciones a Humberto Regalado Hernández, a quién documentos lo involucraban con participación de Narcos colombianos, la protección de estos y de desviar fondos de la ayuda militar estadounidense hacia una cuenta particular.
Regalado Hernández sufrió un atentado en la ciudad de San Pedro Sula el 14 de enero de 1993 cuando un vehículo de su propiedad fue destruido al estallar un aparato explosivo colocado en el mismo, el ex general salió ileso del mismo.
La fiscalía del antiguo Ministerio Público en 1994 presentó acusación contra el exgeneral Humberto Regalado Hernández y doce oficiales más por el delito de Corrupción, el mismo fue llevado a juicio en el Juzgado de lo Criminal de Tegucigalpa y se le declaró en sobreseimiento definitivo, sentencia que corroboró la Corte Primera de Apelaciones de Tegucigalpa.
El conductor de la familia Regalado, señor José Isidro Vásquez (41 años) recibió un impacto de bala, cuando lavaba el vehículo del exgeneral en la colonia Trejo de San Pedro Sula de las investigaciones policiales no se determinó si fuese un atentado contra el exmilitar.
Nuevamente en 2011 la Corte de Apelaciones de lo Penal de Tegucigalpa, libró sendas órdenes de captura contra los presuntos responsables de la captura y extradición del narco hondureño Ramón Matta Ballesteros hacia los Estados Unidos de América. Entre los responsables se encontraba el exgeneral Humberto Regalado Hernández, Aquiles Riera Lunatti, Julio César Chávez Aguilar, Mario Roberto Peña Figueroa, Alberto Fuentes, Oscar Fuentes Delgado, David Abraham Mendoza, Héctor René Fonseca, Joselyn Sierra Leiva, José Azcona del Hoyo, Saúl Suazo Larios, Andrés Galindo Figueroa, Guillermo Espinoza y Juan Carlos Núñez, excluyéndose al expresidente Azcona del Hoyo, debido a su fallecimiento.

## Fallecimiento
Humberto Regalado Hernández falleció en Omoa, el 20 de febrero de 2016 a los 79 años de edad, un infarto, a las 19:30 horas (7:30 p. m.).

### Participante
- En la guerra de las Cien Horas o guerra del Fútbol de 1969 entre las Repúblicas de El Salvador y Honduras, fue nombrado Comandante de Compañía de Ocotepeque durante el conflicto bélico.

- Fue representante del Ejército de Honduras en la firma del Tratado de Paz celebrado en Lima, Perú.

### Reconocimientos
- La ciudad que le vio nacer Santa Rosa de Copán el 31 de agosto de 1987 le confirió el Título de "Hijo Predilecto de Copán".[11]
- Se encuentra el Centro de Estudios General Humberto Regalado Hernández en el departamento de Ocotepeque

### Condecoraciones militares
- Medalla Legión al Mérito en el Grado de Comandante otorgado por los Estados Unidos
- Medalla de Cruz de servicios distinguidos.
- Medalla de Conducta en Oro Primera Clase
- Medalla de Conducta en Plata Segunda Clase.